# بلال گرگن
بلال گُرگِن (انگلیسی: Bilal Göregen؛ زاده ۴ دسامبر ۱۹۸۸) یک نوازنده خیابانی و نوازنده درام ترک است. او نابینا است و با بازخوانی ایوان پولکا که در آن یکی از کاربران توییتر گربه‌ای را که سرش را تکان می‌دهد روی ویدیوی خود سوار می‌شود، مشهور شده است. یوتیوب، ویدئوی اجرای او را در اینستاگرام به اشتراک گذاشته است.

## زندگی شخصی و حرفه
بلال در ختای ترکیه متولد و بزرگ شده است. او در او سس ترکیه یک موسیقی اجرا کرده است. او توسط وقتی دختری که دوستش دارم مرا برادر صدا می کند به شهرت رسید. او با شهردار استانبول، اکرم امام‌اوغلو ویدئویی داشت. او اهل بدلیس است.